# Synema batarasa
Synema batarasa är en spindelart som beskrevs av Alberto Barrion och James A. Litsinger 1995. Synema batarasa ingår i släktet Synema och familjen krabbspindlar.
Artens utbredningsområde är Filippinerna. Inga underarter finns listade i Catalogue of Life.